# Kłudno Nowe
Kłudno Nowe (do 2009 Nowe Kłudno) – wieś sołecka w Polsce położona w województwie mazowieckim, w powiecie grodziskim, w gminie Grodzisk Mazowiecki.
W latach 1975–1998 miejscowość administracyjnie należała do województwa warszawskiego. Do końca 2008 nosiła nazwę Nowe Kłudno.